# Casearia microcarpa
Casearia microcarpa är en videväxtart som beskrevs av Herman Otto Sleumer. Casearia microcarpa ingår i släktet Casearia och familjen videväxter. Inga underarter finns listade i Catalogue of Life.